# Bligo (Ngluwar)
Bligo is een bestuurslaag in het regentschap Magelang van de provincie Midden-Java, Indonesië. Bligo telt 4971 inwoners (volkstelling 2010).